# Magyarország brüsszeli nagykövetsége
A Brüsszeli Magyar Nagykövetség felelős Magyarországnak mind a Belga Királysággal, mind pedig a Luxemburgi Nagyhercegséggel fenntartott kapcsolataiért. Elsődleges feladata, hogy erősítse a két fogadó országgal ápolt politikai szövetséget, üzleti partnerséget és barátságot. A misszió vezetésével kapcsolatos feladatokat 2018-tól dr. Kovács Tamás Iván rendkívüli és meghatalmazott nagykövet látja el. Távollétében az első beosztott diplomata látja el a nagykövetet érintő feladatokat. A Nagykövetség feladatait, részegységeit, intézményeit, valamint állományának nagyságát tekintve jelentősnek számít Magyarország külképviseletei között.
A politikai szövetségeket illetően, Magyarország Belgiummal és Luxemburggal együtt az Európai Unió és a NATO tagja. Magyarország tehát mindkét országgal azonos politikai közösséghez és katonai szövetséghez tartozik. A Nagykövetség elsődleges feladata, hogy az országok közötti politikai szövetség a mindennapokban, a világ és az Európai Unió jövőjét meghatározó ügyekben, valamint a kétoldalú kapcsolatok konkrét kérdéseiben is megnyilvánuljon.
Magyarország a világ azon kevés országainak sorába tartozik, amelyek szerződéses kapcsolatokat létesítettek a szövetségi államszerkezetű Belgium három államalkotó entitásával is: Flandriával 1995-ben, Vallóniával és a belgiumi Francia Közösséggel 1997-ben, a Németajkú Közösséggel pedig 2002-ben kötött együttműködési megállapodást. Ennek megfelelően, noha a Nagykövetség politikai küldetését elsősorban Brüsszelben teljesíti, a gazdasági, politikai, kulturális és tudományos együttműködés ápolása a flamand és vallon régióban, Belgium tíz tartományában, valamint Luxemburgban is napi feladatot jelent.
Fontos megemlíteni, hogy Brüsszelben három magyar misszió is működik. Bár Magyarország NATO-képviselete szintén a Külgazdasági és Külügyminisztérium irányítása alá esik, ennek működése a Brüsszeli Magyar Nagykövetségtől függetlenül zajlik. Magyarország Európai Unió Melletti Állandó Képviseletének működése pedig az Igazságügyi Minisztérium hatáskörébe tartozik.

## A Brüsszeli Magyar Nagykövetség szervezeti egységei
Brüsszeli Magyar Nagykövetség: Feladata az államok (Magyarország és Belgium, valamint Magyarország és Luxemburg) közötti kapcsolattartás, valamint a gazdasági, politikai és diplomáciai feladatok ellátása. Az épület Brüsszel Uccle kerületében található, az Avenue du Vert Chasseur 44. szám alatt. Az épület a Magyar Állam tulajdona. Korábban, mielőtt Magyarország az EU teljes jogú tagjává vált volna, itt működött az Európai Unióhoz akkreditált Állandó Képviselet, valamint a NATO Állandó Képviselet is. 2004 óta a kétoldalú (bilaterális) kapcsolatokért felelős nagykövetségnek ad otthont. (Érdekesség, hogy a Nagykövetség mellett található az I. sz. Európai Iskola is, amelynek az európai iskolák közt egyedüliként magyar szekciója is van.)
Címe: Avenue du Vert Chasseur 44. 1180 Uccle (Brüsszel)

Magyarország Brüsszeli Nagykövetségének Luxemburgi Irodája: Feladata Magyarország luxemburgi képviselete a nagykövet irányítása alatt. Az iroda a politikai, gazdasági és kulturális diplomáciai képviseleti feladatokon túl ellátja a konzuli szolgáltatási feladatokat is. A Luxemburgi Iroda vezetője Dr. Hanzséros Andrea ideiglenes ügyvivő.
Címe: 3 Rue des Bains, L-1212 Luxembourg

Konzuli Hivatal: Jóllehet, a magyar diplomácia középpontjában a magyar politikai és gazdasági érdekek előmozdítása és a fogadó országokkal folytatott sikeres együttműködés elősegítése áll, fontos feladat a Belgiumban és Luxemburgban élő jelentős számú – az EU intézményekben dolgozókkal együtt – immáron közel 20 ezer fős magyar közösség, illetve az ideutazó magyarok érdekvédelmével kapcsolatos konzuli feladatok ellátása. A konzuli védelem körébe eső feladatokon túl a törvény a konzul számára egyéb feladatokat is meghatároz, valamint rendelkezik a konzuli tisztviselő közjegyzői tevékenységéről. A konzul közigazgatási hatósági feladatokat is ellát. Ide tartoznak – többek között - az útlevél- és személyi igazolvány-ügyek és a magyar állampolgárok anyakönyvi ügyeinek hazai anyakönyvezése. Ügyintézésre előzetes időpontfoglalás alapján van lehetőség. A konzulátuson intézhető ügytípusokról, az ügyfélfogadás rendjéről és az időpontfoglalásról a nagykövetség honlapján található részletes információ. A konzuli hivatal vezetését dr. Pap Eszter vezető konzul látja el.

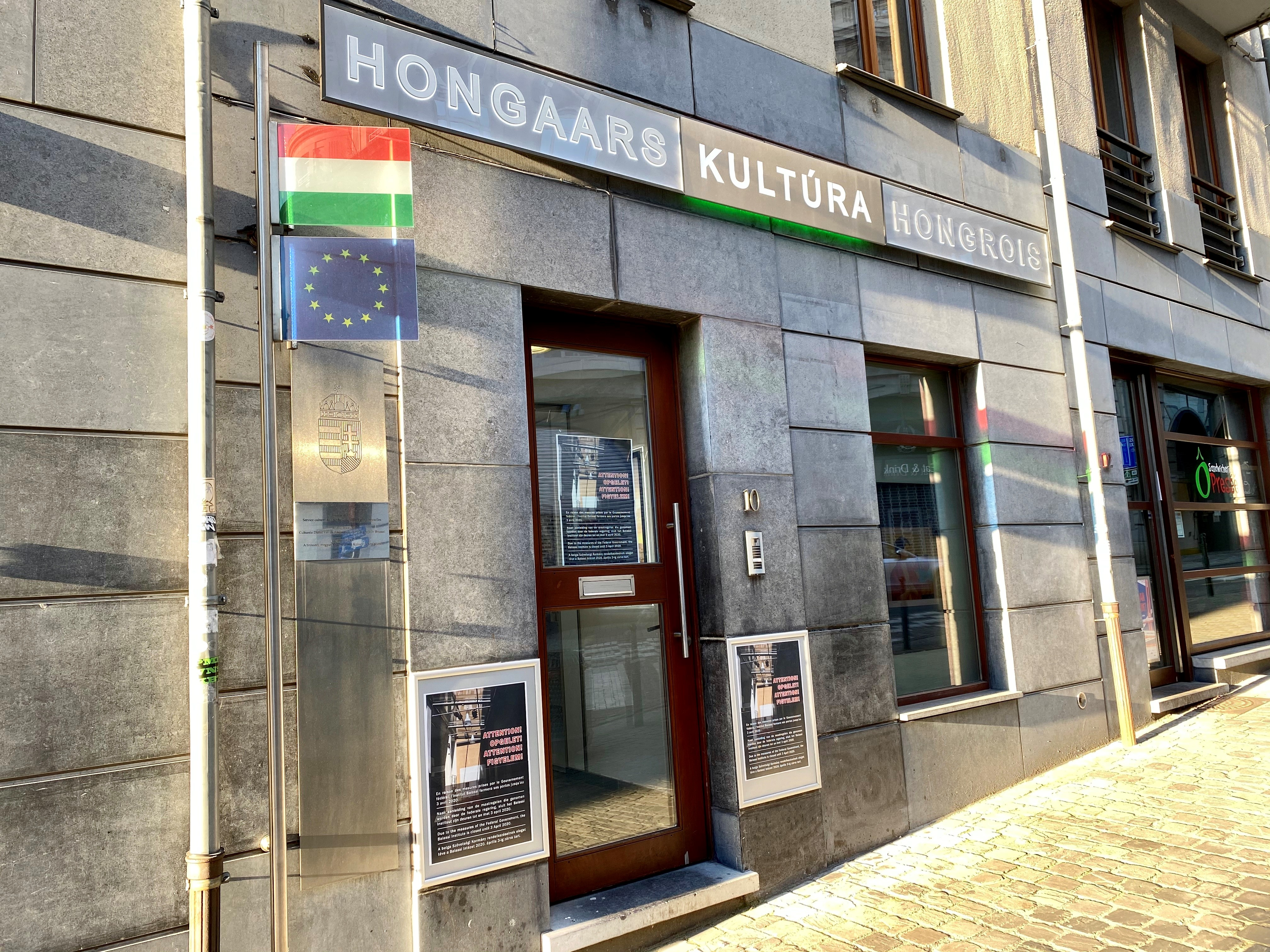
A Magyar Kulturális Intézet épülete Brüsszel központjában

Címe: Megegyezik a Brüsszeli Magyar Nagykövetség címével.

Liszt Intézet - Magyar Kulturális Központ Brüsszel: A két ország közötti kulturális diplomáciáért, valamint a Belgiumban megvalósuló, magyar vonatkozású kulturális programok szervezéséért felel. Ezek célközönsége nemcsak a diaszpórában élő magyar közösség, hanem a belga állampolgárok, valamint a Belgiumban élő nagyszámú nemzetközi közösség is. A magyarajkú közönség számára gyermekrendezvényeket, magyar nyelvű színházi előadásokat tart annak érdekében, hogy a diaszpóra ne szakadjon el a magyar kultúrától. Különösen fontosak ebből a szempontól a gyermekrendezvények, amelyeken a kicsik kedvencei lépnek fel. Emellett figyelemmel kíséri, és segíti a helyi magyar egyesületek, civil kezdeményezések munkáját. A nemzetközi közönség számára diplomáciai eseményeket, jazz és klasszikus zenei koncerteket, gasztronómiai bemutatókat szervez. Mindezek mellett az intézet különböző belga fesztiválok, szimpóziumok, vagy éppen sajtótájékoztatók helyszínéül is szolgál. Legnagyobb léptékű, és a legnagyobb visszhangot kiváltó projektjeik azok, amelyeket külső helyszínre szerveznek, vagy amelyek megszervezésében az Intézet anyagi vagy egyéb segítséget nyújt. Ilyen a musique3, a Balkan Trafik, a Fete de la BD, Design September vagy a Summer of Photography fesztiválokon való magyar részvétel. Látványosak és hatékonyak a Brüsszelben nagyon aktív EUNIC-összefogás keretében szervezett események, mint például az évek óta létező, és egyre nagyobb léptékűvé váló költészeti ünnep, a Transpoesie. Az EUNIC együttműködés jelentősége Brüsszelben kiemelt, hiszen itt a világ minden országa képviselteti magát bilaterális vagy európai uniós szinten. Tevékenysége által Magyarország brüsszeli megítélésében is kulcsszerepet játszik. Az intézet vezetője Burányi Adrienne Éva igazgató.
Címe: Treurenberg 10, 1000 Brüsszel

Katonai Attasé Irodája: 2019. szeptember 1-én nyitott újra a katonai attasé hivatala, amely szintén a nagykövetség épületében működik. Elsődleges feladata, hogy a fogadó országok haderejénél a saját országának fegyveres erőit képviselje. Katonadiplomáciai teendők mellett feladatkörébe tartozik, hogy a fogadó ország haderejéről, fejlesztéseiről, valamint az együttműködési lehetőségekről tájékozódjon. Emellett nagy hangsúlyt fektet a szövetségesekkel való kapcsolattartásra, békefenntartásra és biztonságpolitikára is. Magyarországot a Belgiummal és Luxemburggal kapcsolatos katonai diplomáciai kérdésekben Erbán Gábor ezredes, katonai attasé képviseli, aki egyben hasonló feladatokat lát el Hollandiában is brüsszeli székhellyel.

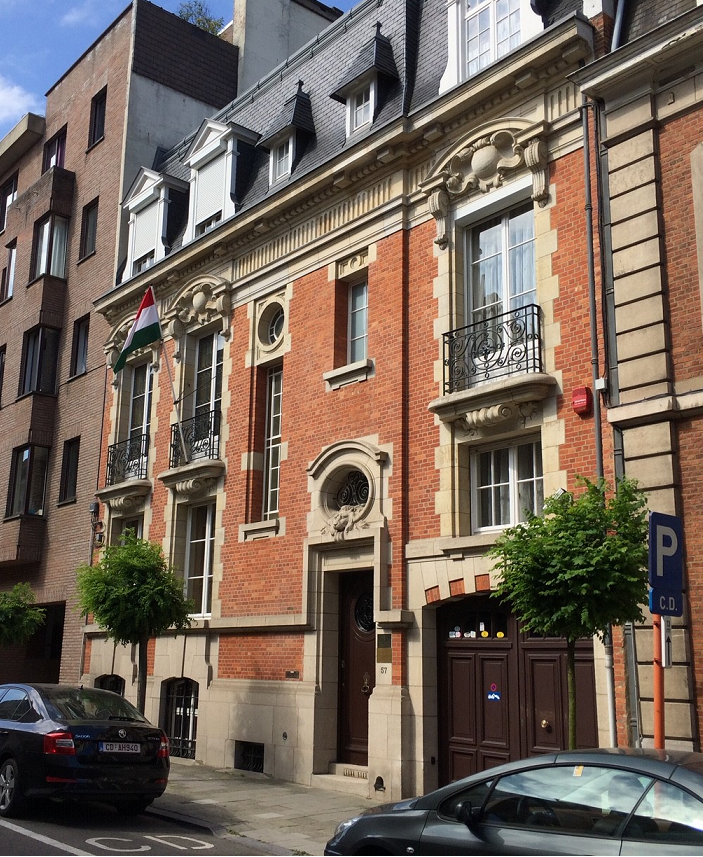
A brüsszeli bilaterális nagykövet rezidenciája

Külgazdasági Iroda: A Brüsszeli Magyar Nagykövetség külgazdasági irodájának feladata a kétoldalú gazdasági kapcsolatok fejlesztése Magyarország és Belgium, valamint Magyarország és Luxemburg között. Gazdaságdiplomáciai tevékenységünk fő célja egyrészt a magyar export erősítése, másrészt a Magyarországra irányuló befektetések ösztönzése e két ország irányából. A Külgazdasági Iroda az üzleti partnerkeresés és piaci, üzleti információ nyújtása mellett rendszeresen szervez nagyobb szabású szektor specifikus akciókat, rendezvényeket is.
Belgium a befektetések terén évek óta Magyarország 12-13. legfontosabb partnere. A befektetések széles spektrumot ölelnek fel: élelmiszeripar, építőipar, energetika, fogyasztási cikkek gyártása, bankok, biztosítók, kereskedelem stb. A magyar piacon jelen lévő belgiumi vállalatok nagy számát (több mint 200) és Magyarország iránti hosszú távú elköteleződésüket mutatja, hogy 2015 júniusában a vallon-brüsszeli (AWEX) és flamand exportösztönző és befektetési ügynökségek (FIT Agency) kezdeményezésére megalakult Budapesten a Belga Üzleti Klub. A belga-magyar kétoldalú kereskedelem 2019-ben meghaladta az 5.9 milliárd eurót. Magyarország mintegy 2.9 milliárd euró értékben exportált Belgiumba.

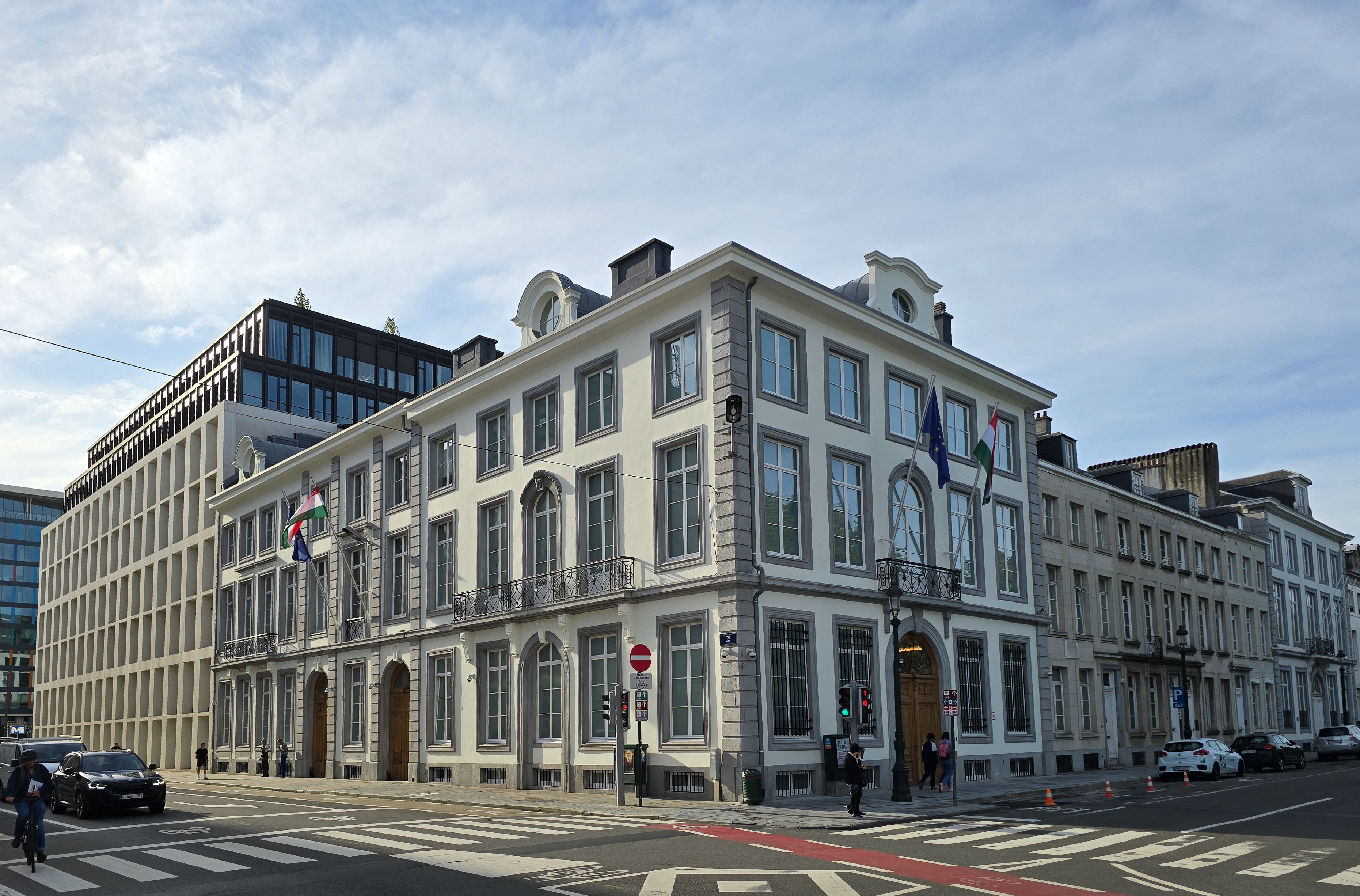
A brüsszeli Magyar Ház 2024-re felújított épülete

A legjelentősebb belga befektetők Magyarországon: K&H bankcsoport (zászlóshajóként a belga tulajdonos KBC Bank 1987. január 1. óta rendelkezik magyarországi jelenléttel), Samsonite Europe (bőröndgyártás); GSK Vaccines (oltóanyag-gyártó üzem); Tungsram-Schréder (világítástechnika); Atenor (ingatlanfejlesztés), RESILUX (csomagolástechnika), SUGO-FOOD (élelmiszeripar).
A luxemburgi tőkebefektetésekben Magyarországon a legfontosabb szerepet továbbra is a luxemburgi központtal rendelkező multinacionális cégek (Guardian Glass Europe - üvegipar) játsszák. Ezen kívül több helyi cég is jelen van Magyarországon (Heintz van Landewyck – dohánytermék, Cargolux – légi szállítmányozás).
A Külgazdasági Iroda vezetője dr. Nagy Gabriella külgazdasági attasé.

Nagyköveti Rezidencia: A rezidencia Brüsszel Ixelles kerületében, az elegáns Churchill negyedben található. Ixelles a XIX. században vált közkedveltté a brüsszeli polgárok körében. A XX. században az art déco és az art nouveau építészet egyik központja lett, ahová számos híresség, művész költözött. Maga az épület a XX. század elején népszerű beaux-arts stílusban épült, amelyet a Magyar Állam 1975-ben vásárolt meg egy brüsszeli polgártól. Még abban az évben beköltözött oda a magyar kereskedelmi kirendeltség, amely többek között az akkori Európai Gazdasági Közösséggel fenntartott kapcsolataiért is felelt. Ezt a funkcióját gyakorlatilag 2004-ig megőrizte, amikortól a mindenkori brüsszeli bilaterális nagykövet rezidenciájaként szolgál.

## Követek, nagykövetek
- Károlyi Mihály (1948–?)[1] követ
- Kovács József (1955–1957)[2] követ
- Kutas Imre (1958–1960)[3] követ
- Lajti Tibor (1960–1965)[4] 1964-ig követ
- Molnár László (1965–1971)[5]
- Réczei László (1971–1974)[6]
- Perczel László (1974–1976)[7]
- Vincze József (1976–1979)[8]
- Tardos József (1979–1983)[9]
- Lőrinc Tamás (1983–1985)[10]
- Németh József (1985–1989)[11]
- Göbölyös Gábor (1989–1990)[12]
- Granasztói György (1990–1994)[13]
- Kiss Tibor (1995–2000)[14]
- Trócsányi László (2000–2004)[15]
- Robák Ferenc (2004–2008)[16]
- Hernyes Zoltán (2008–2012)[17]
- Dr. Kovács Tamás Iván (2012–2014)
- Nagy Zoltán (2014–2018)
- Dr. Kovács Tamás Iván (2018–)

## Kapcsolódó szócikk
- Magyarország Állandó Képviselete az Európai Unió mellett